# Jallans
Jallans település Franciaországban, Eure-et-Loir megyében. Lakosainak száma 787 fő (2022. január 1.). Jallans Donnemain-Saint-Mamès, Moléans, Châteaudun és Villemaury községekkel határos.

## Népesség
A település népességének változása:
| Lakosok száma | 484  | 631  | 772  | 757  | 813  | 815  | 809  | 801  | 796  | 787  |
|               | 1968 | 1982 | 1990 | 2006 | 2013 | 2015 | 2017 | 2019 | 2020 | 2022 |